# 天主教占西教区
天主教占西教区 （拉丁語：Dioecesis Ihansiensis）是羅馬天主教的一個教區，位於印度北部，包括北方邦西南部，面積29,418平方公里。受阿格拉总教区管轄。
2006年有教友3,782名，佔轄區總人口少於百分之0.1。由43名司鐸名管理21個堂區。現任教區主教彼得‧帕拉普利尔。
1940年1月12日建立監牧區，1954年7月5日升為教區。

## 歷任主教
- 弗來德烈‧德蘇薩